# Commanderie du Bontemps
 (janvier 2024).
La mise en forme du texte ne suit pas les recommandations de Wikipédia : il faut le « wikifier ».
Les points d'amélioration suivants sont les cas les plus fréquents. Le détail des points à revoir est peut-être précisé sur la page de discussion.
- Les titres sont pré-formatés par le logiciel. Ils ne sont ni en capitales, ni en gras.
- Le texte ne doit pas être écrit en capitales (les noms de famille non plus), ni en gras, ni en italique, ni en « petit »…
- Le gras n'est utilisé que pour surligner le titre de l'article dans l'introduction, une seule fois.
- L'italique est rarement utilisé : mots en langue étrangère, titres d'œuvres, noms de bateaux, etc.
- Les citations ne sont pas en italique mais en corps de texte normal. Elles sont entourées par des guillemets français : « et ».
- Les listes à puces sont à éviter, des paragraphes rédigés étant largement préférés. Les tableaux sont à réserver à la présentation de données structurées (résultats, etc.).
- Les appels de note de bas de page (petits chiffres en exposant, introduits par l'outil «  Source ») sont à placer entre la fin de phrase et le point final[comme ça].
- Les liens internes (vers d'autres articles de Wikipédia) sont à choisir avec parcimonie. Créez des liens vers des articles approfondissant le sujet. Les termes génériques sans rapport avec le sujet sont à éviter, ainsi que les répétitions de liens vers un même terme.
- Les liens externes sont à placer uniquement dans une section « Liens externes », à la fin de l'article. Ces liens sont à choisir avec parcimonie suivant les règles définies. Si un lien sert de source à l'article, son insertion dans le texte est à faire par les notes de bas de page.
- La présentation des références doit suivre les conventions bibliographiques. Il est recommandé d'utiliser les modèles {{Ouvrage}}, {{Chapitre}}, {{Article}}, {{Lien web}} et/ou {{Bibliographie}}. Le mode d'édition visuel peut mettre en forme automatiquement les références.
- Insérer une infobox (cadre d'informations à droite) n'est pas obligatoire pour parachever la mise en page.

Pour une aide détaillée, merci de consulter Aide:Wikification.
Si vous pensez que ces points ont été résolus, vous pouvez retirer ce bandeau et améliorer la mise en forme d'un autre article.
La Commanderie du Bontemps de Médoc, Graves, Sauternes et Barsac est une confrérie bachique française située dans la région viticole de Bordeaux. Fondée au milieu du XXe siècle, elle a pour mission la promotion des vins des appellations Médoc, Graves, Sauternes et Barsac.
La Commanderie du Bontemps de Médoc, Graves, Sauternes et Barsac, également connue sous le nom de Confrérie, est une institution historique et culturelle au cœur de la région viticole de Bordeaux. Fondée peu après la Seconde Guerre mondiale, la Commanderie perpétue des traditions séculaires, tout en jouant un rôle essentiel dans la promotion des vins de Bordeaux à l'échelle mondiale.

## Historique
Les origines de la Commanderie remontent au Moyen Âge, avec la fondation d'une commanderie religieuse près de Saint-Laurent-Médoc. La culture de la vigne était alors la principale ressource des moines.
La structure moderne de la Commanderie a été établie peu après la Seconde Guerre mondiale en 1949, sous l'impulsion de ses fondateurs dont Henri Martin, Édouard Marjary, Jean Bouteiller, Armand Achille-Fould, Roger Dourthe, Bertrand Clauzel, Jean Theil et Raymond Brard.
En 1959 ont lieu la fusion des commanderies du Médoc et des Graves et la création de la Commanderie du Bontemps de Sauternes et Barsac. Puis en 2000, avec la fusion des Commanderies du Bontemps de Médoc, Graves et de Sauternes et Barsac, elle forme une entité unie.

## Symboles
Le Bontemps : Un objet mythique inventé, selon la tradition, par Jean-Odule Paulin d’Esquet au neuvième siècle, utilisé pour la clarification du vin.
La Fibule : Emblème de la Commanderie, cette fibule orne la robe de tous les Commandeurs et porte les initiales de l'ordre.

## Grands-Maîtres
Depuis 1950, plusieurs personnalités se sont succédé à la tête de la Commanderie. Le grand maître actuel est Emmanuel Cruse depuis 2008.
| Mandat      | Nom                  | Notes                                        |
| ----------- | -------------------- | -------------------------------------------- |
| 1950 - 1953 | Edouard Gasqueton    |                                              |
| 1953 - 1969 | Armand Achille-Fould | Pierre de Bournazel pour Sauternes et Barsac |
| 1969 - 1991 | Henri Martin         | Louis Ricard pour Sauternes et Barsac        |
| 1992 - 1997 | André Cazes          | Nancy de Bournazel pour Sauternes et Barsac  |
| 1997 - 2008 | Jean-Michel Cazes    |                                              |
| 2008 -      | Emmanuel Cruse       |                                              |

## Intronisations
Pour devenir Commandeur, il faut être présenté par deux parrains membres de la Commanderie. Les intronisations ont lieu à la fête de la Saint-Vincent et à la fête de la fleur. L'intronisé reçoit alors les insignes de la Commanderie et un certificat.
Deux cent commandeurs d'Honneur de différentes nationalités sont intronisés chaque année. Ces nouveaux membres, parrainés par des Commandeurs titulaires, deviennent des ambassadeurs des vins de la région. Ses membres et intronisés incluent des personnalités du monde du vin, de la culture, des affaires, de la haute fonction publique ainsi que des diplomates étrangers.

### Quelques membres de la confrérie[5]
- Acteurs et actrices : Hugh Grant[6], Jackie Chan, Jean Reno, Bourvil, Sophie Marceau, Christophe Lambert, Pierre Arditi, Catherine Deneuve, Jeanne Moreau, Charlotte Rampling, Dominique Lavanant, Jean Rochefort, Lino Ventura, Gina Lollobrigida, Maurice Chevalier, Michèle Morgan, Carole Bouquet, Anna Mouglalis, José Garcia, Alex Lutz, Stéphane De Groodt, Pierre Richard, Michel Serrault, Guy Marchand, Michel Le Royer, Jean Marais, Jerry Lewis, Ugo Tognazzi, Jean Poiret, Macha Méril, Corinne Touzet, Bob Hope
- Artistes et créateurs : Henri Martin[Lequel ?], le sculpteur César, Line Renaud, Coco Chanel
- Écrivains : Douglas Kennedy, René Barjavel, Maurice Druon, Bernard Pivot
- Cinéma : Jean-Jacques Annaud, Bertrand Tavernier, Claude Chabrol
- Musique : Charles Aznavour, Ève Ruggieri, Placido Domingo, Barbara Hendricks, Stéphane Eicher, Sylvie Vartan, Les Blues Brothers, Michel Blanc, Jean-Michel Jarre, Julien Clerc, Rostropovitch, Gilbert Montagné, Antoine (chanteur), Rika Zaraï, Luis Mariano, Jacques Hélian, Steve Barakatt
- Vin et gastronomie : Yannick Alléno, Olivier Roellinger, Henri Gault et Christian Millau, Jean-Paul Jauffret
- Sport : Baptiste Serin, Michel Desjoyeaux, Jean-Pierre Papin, Jean-Claude Killy, Serge Blanco, Alain Mimoun, Philippe Jeantot, Eric Tabarly, Titouan Lamazou, Jean Borotra, Bernard Hinault, Patrick Dupond
- Politique : Simone Veil, Vincent Auriol[4], Raymond Barre, François Mauriac, Jean-Pierre Raffarin, Alain Juppé, Hervé Gaymard, Jacques Chaban-Delmas
- Affaires : Alain Boucheron, Martin Bouygues, David Rockefeller
- Télévision : Patrick Poivre d'Arvor, Stéphane Bern, Bernard Montiel, Mireille Dumas, Frédéric Mitterrand, Michel Drucker, Adriana Karembeu, Pierre Tchernia
- Aristocratie : Charles III d'Angleterre[4], Albert de Monaco[4] Prince Alain Michel de Habsbourg, Prince Charles Emmanuel de Bourbon Parme, Prince Emmanuel Philibert de Savoie, Prince Edward d'Angleterre, Duchesse d'York, Albert II (roi des Belges), Maradjhad de Jaipur
- Science et médecine : Alexander Fleming, Christian Cabrol
- Armées : Alphonse Juin, Charles R. Codman (en)
- Explorateurs : Patrick Baudry, Aleksei Leonov, Maurice Herzog, Jacqueline Auriol

### Cérémonies
| Année | Fête                    | Lieu                        | Intronisés | Notes                                                                       |
| ----- | ----------------------- | --------------------------- | --- | --------------------------------------------------------------------------- |
| 2024  | Saint-Vincent           | Léognan                     | 30 personnalités dont l'ambassadeur du Danemark, corps militaire (commandants de gendarmerie et de la base aérienne de Mérignac), vignerons et professionnels du vin, monde des affaires. | Hommage à Jean-Paul Jauffret et à Jean-Michel Cazes                         |
| 2023  | Fête du Bontemps        | Château Smith Haut Lafitte  | Anne-Claire Coudray, Stéphane Bern,Tony Parker, Albert II de Monaco, Clémence Botino, Laurent Gerra, | Dîner signé Nicolas Masse                                                   |
| 2023  | Saint-Vincent           | Saint Estèphe               | |                                                                             |
| 2022  | Saint-Vincent           | Bordeaux                    | |                                                                             |
| 2021  | Saint-Vincent           | Bordeaux                    | |                                                                             |
| 2020  | Pas d'événement (Covid) | Pas d'événement (Covid)     | Pas d'événement (Covid) | Pas d'événement (Covid)                                                     |
| 2019  | Fête de la fleur        | Château Lynch-Moussas       | Jack Ma | Dîner signé Marc Haeberlin                                                  |
| 2019  | Saint-Vincent           | Saint Estèphe               | |                                                                             |
| 2018  | Fête de la fleur        | Jardin public de Bordeaux   | Jamie McCourt (ambassadrice des États-Unis en France) et 30 autres personnalités | Dîner signé Julien Lefebvre                                                 |
| 2018  | Saint-Vincent           | Léognan                     | 21 personnalités dont Guillaume de Foussat, Jean-Christophe Paignac (maître de chai au Château Haut-Bailly), Jonathan Choukroun Chicheportiche (Vert de Vin Magazine), des professionnels chinois (Ban Li, caviste à Pékin, Ming Zhu, PDG de Bejing Qing HuaCi Wine), Will Trotman et Martin Trinkle (enseigne londonienne Jeroboams), Laurent Barban (maire de Léognan), Colonel Lionel Bavery, (commandant de la base aérienne de Mérignac), lieutenant-colonel Patrice Auneau (chef de la Musique des Forces Aériennes de Bordeaux) |                                                                             |
| 2017  | Fête de la fleur        | Château Malartic Lagravière | 43 personnalités | En prêsence d'Alain Juppé, dîner signé Yannick Alléno. Concert de Yael Naim |
| 2017  | Saint-Vincent           | Saint Estèphe               | 9 personnalités |                                                                             |
| 2016  | Fête de la fleur        | Jardin public de Bordeaux   | Paul Meilhat, Michel Desjoyaux, Alex Lutz, Stéphane de Groodt, Régis Labeaume | En présence d'Alain Juppé, dîner signé Vivien Durand                        |
| 2016  | Saint-Vincent           | Bordeaux                    | |                                                                             |
| 2015  | Fête de la fleur        | Château Montrose            | Jean-Pierre Raffarin, le joailler Alain Boucheron, Olivier Roellinger, l'œnologue Éric Boissenot | En présence d'Alain Juppé                                                   |
| 2015  | Saint-Vincent           | Léognan                     | |                                                                             |
| 2014  | Fête de la fleur        | Jardin public de Bordeaux   | Douglas Kennedy, Tom Labonge (en) | En présence d'Alain Juppé                                                   |
| 2013  | Fête de la fleur        | Château Lagrange            | Carole Bouquet, Anna Mouglalis, Adriana Karambeu | Dîner signé Frédéric Simon                                                  |
| 2013  | Saint-Vincent           | Hangar 14 à Bordeaux        | |                                                                             |
| 2012  | Fête de la fleur        | Place des Quinconces        | Jean Reno | Dîner signé Jean-Luc Rocha                                                  |
| 2012  | Saint-Vincent           | Bordeaux                    | |                                                                             |
| 2011  | Fête de la fleur        | Château Lascombes           | | Dîner signé Éric Frechon                                                    |
| 2010  | Fête de la fleur        | Place des Quinconces        | Bernard Hinault |                                                                             |
| 2010  | Saint-Vincent           | Bordeaux                    | |                                                                             |

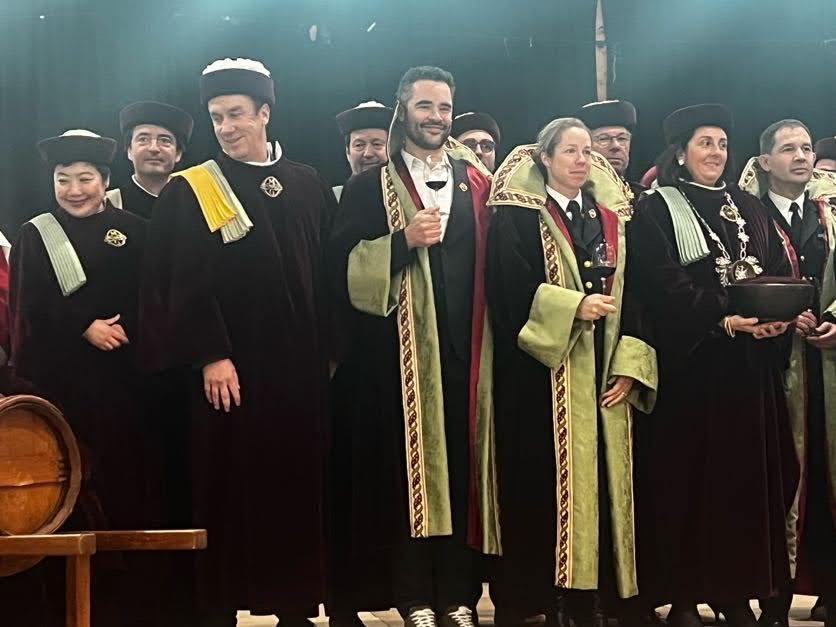
Intronisation de nouveaux Commandeurs à la Fête de la St Vincent, à Léognan (2024)

D'autres événements sont organisés par la Commanderie, à Paris et à l'étranger.